# Daisy Ridley
Daisy Jazz Isobel Ridley (Londen, 10 april 1992) is een Britse actrice. Ze is bekend van haar hoofdrol als Rey in Star Wars: The Force Awakens (2015), Star Wars: The Last Jedi (2017) en Star Wars: The Rise Of Skywalker (2019).

## Biografie
Daisy Ridley werd in 1992 geboren in de Londense wijk Westminster. Een ver familielid was de Engelse acteur en toneelschrijver Arnold Ridley. Ze studeerde aan de Tring Park School in Hertfordshire en behaalde in 2010 haar diploma.
In 2013 startte Ridley haar acteercarrière op het kleine scherm. Zo had ze rollen in de series Mr Selfridge, Casualty en Silent Witness. In 2014 vertolkte ze ook een kleine rol in de komedie The Inbetweeners 2, maar haar scène werd uiteindelijk uit de film geschrapt. Een jaar later volgde haar officieel filmdebuut met de Britse horrorfilm Scrawl.
In februari 2014 werd Ridley gecast als het personage Rey in Star Wars: The Force Awakens. Twee maanden later werd ze aan het grote publiek voorgesteld.

## Filmografie

### Films
- The Inbetweeners 2 (2014) (deleted scene)
- Scrawl (2015)
- Star Wars: Episode VII: The Force Awakens (2015)
- Only Yesterday (2016) (stem)
- Murder on the Orient Express (2017)
- Star Wars: Episode VIII: The Last Jedi (2017)
- Ophelia (2018)
- Peter Rabbit (2018) (stem)
- Star Wars: Episode IX: The Rise of Skywalker (2019)
- Chaos Walking (2021)
- Sometimes I Think About Dying (2023)
- Young Woman and the Sea (2024)

### Televisie
- Casualty (2013) (1 aflevering)
- Youngers (2013) (1 aflevering)
- Toast of London (2013) (1 aflevering)
- Silent Witness (2014) (2 afleveringen)
- Mr Selfridge (2014) (1 aflevering)
- Galaxy World of Alisa (2015) (stem, 1 aflevering)
- Star Wars Forces of Destiny (2017-heden) (stem, 7 afleveringen)